# Matt LeBlanc
Matthew Steven "Matt" LeBlanc, född 25 juli 1967 i Newton, Massachusetts, är en amerikansk skådespelare, komiker och tv-producent som har nominerats till både Emmy Award och Golden Globe. Han är främst känd i rollen som Joey Tribbiani i TV-serien Vänner (1994–2004). Han har efter Vänner följt upp rollen med spin-offserien Joey. Trots flera Golden Globe-nomineringar för både Vänner och Joey var det slutligen för tv-serien Episodes som LeBlanc vann sin första Golden Globe för bästa manliga skådespelare i en tv-serie. LeBlanc har också gästspelat i Våra värsta år (Married... with Children). Mellan 2016-2019 var LeBlanc programledare för det brittiska motormagasinet Top Gear som görs av BBC.  
LeBlanc har även huvudrollen i TV-serien "Man With A Plan", som hade premiär i CBS 2016 och sedan 2017 sänds i TV6 i Sverige. 

## Biografi
LeBlanc tog examen från Newton North High School 1986. Efter high school började han en universitetsutbildning vid Wentworth Institute of Technology in Boston, Massachusetts. Han avbröt studierna i början av sin andra termin. 
Hans pappa heter Paul LeBlanc och hans mamma Pat Grossman. Han har irländskt, tyskt, engelskt och akadiskt (från franska kolonister) påbrå på sin pappas sida och har delvis italienska förfäder på sin mammas sida. Han har en yngre halvbror som heter Justin Leblanc.

## Karriär

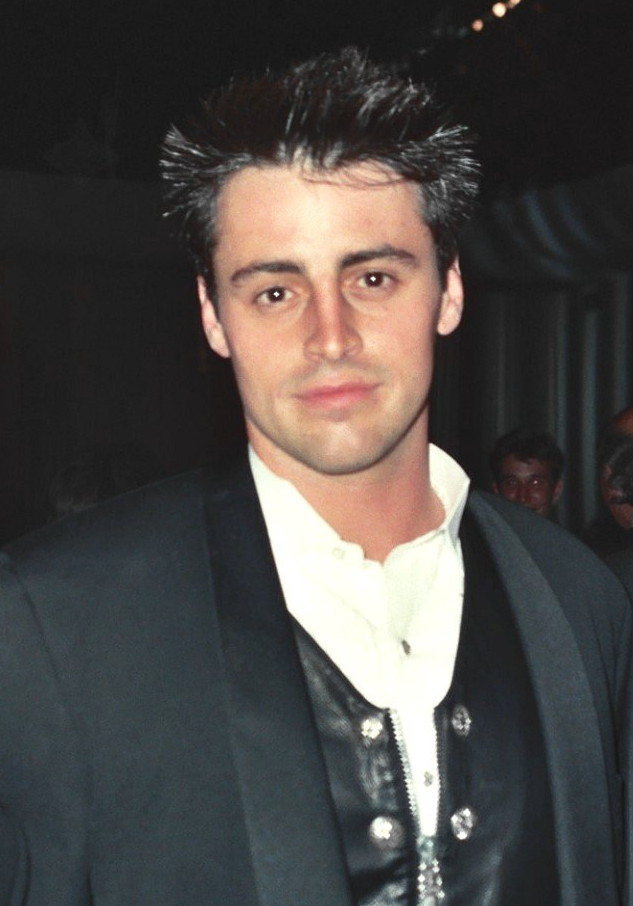
Matt LeBlanc på Emmy-galan 1995.

Innan han slog igenom som skådespelare jobbade LeBlanc som fotomodell. Hans bild visades på framsidan av Spartacus International Gay Guides utgiven 1991. Spartacus Guide vill framföra att ett framträdande på deras framsida inte säger någonting om modellens sexuella läggning. Under denna period spelade han killen som sångerskan Alanis Morissette flirtade med i musikvideon till hennes singel Walk Away.
Medan han spelat i tv-serierna Vänner och Joey, har LeBlanc också hunnit spelat in några välkända Hollywood-filmer, som Lost in Space , Charlies änglar och Charlies änglar - Utan hämningar.

## Privatliv
Den 3 maj 2003 gifte sig LeBlanc med Melissa McKnight, som hade varit hans flickvän i flera år. Paret fick en dotter vid namn Marina Pearl LeBlanc född år 2004. I augusti 2005 gav Leblanc en offentlig ursäkt till sin fru och sina fans efter att ha haft olämplig kontakt med en strippa under en semester i British Columbia. Paret separerade den 1 januari 2006 och i mars samma år ansökte LeBlanc om skilsmässa av anledningen ”oförenliga skillnader”. Deras skilsmässa gick igenom den 6 oktober 2006.

## Filmografi, i urval
- 1990 – Anything to Survive (TV-film)
- 1993 – Grey Knight
- 1993 – Red Shoe Diaries 3: Another Woman's Lipstick
- 1994 – Reform School Girl (TV-film)
- 1994 – Uppgörelsen
- 1996 – Ed - matchens hjälte
- 1997 – Red Shoe Diaries 7: Burning Up
- 1998 – Lost in Space
- 2000 – Charlies änglar
- 2001 – All the Queen's Men
- 2003 – Charlies änglar - Utan hämningar

## TV
- 1988–1989 – TV 101 (TV-serie)
- 1989 – Just the ten of us (TV-serie)
- 1990 – Monsters (TV-serie)
- 1991 – Våra värsta år (TV-serie)
- 1992 – Vinnie & Bobby (TV-serie)
- 1992–1993 – Red show diaries (TV-serie)
- 1993 – Class of '96 (TV-serie)
- 1994–2004 – Vänner (TV-serie)
- 2004–2006 – Joey (TV-serie)
- 2011–2013 – Episodes (TV-serie)
- 2016 – Top Gear (TV-serie)

- 2016 - 2020 Man With A Plan (TV-serie)